# Cuphea rhodocalyx
Cuphea rhodocalyx là một loài thực vật có hoa trong họ Lythraceae. Loài này được Lourteig mô tả khoa học đầu tiên năm 1957.